# Ildebrando D'Arcangelo

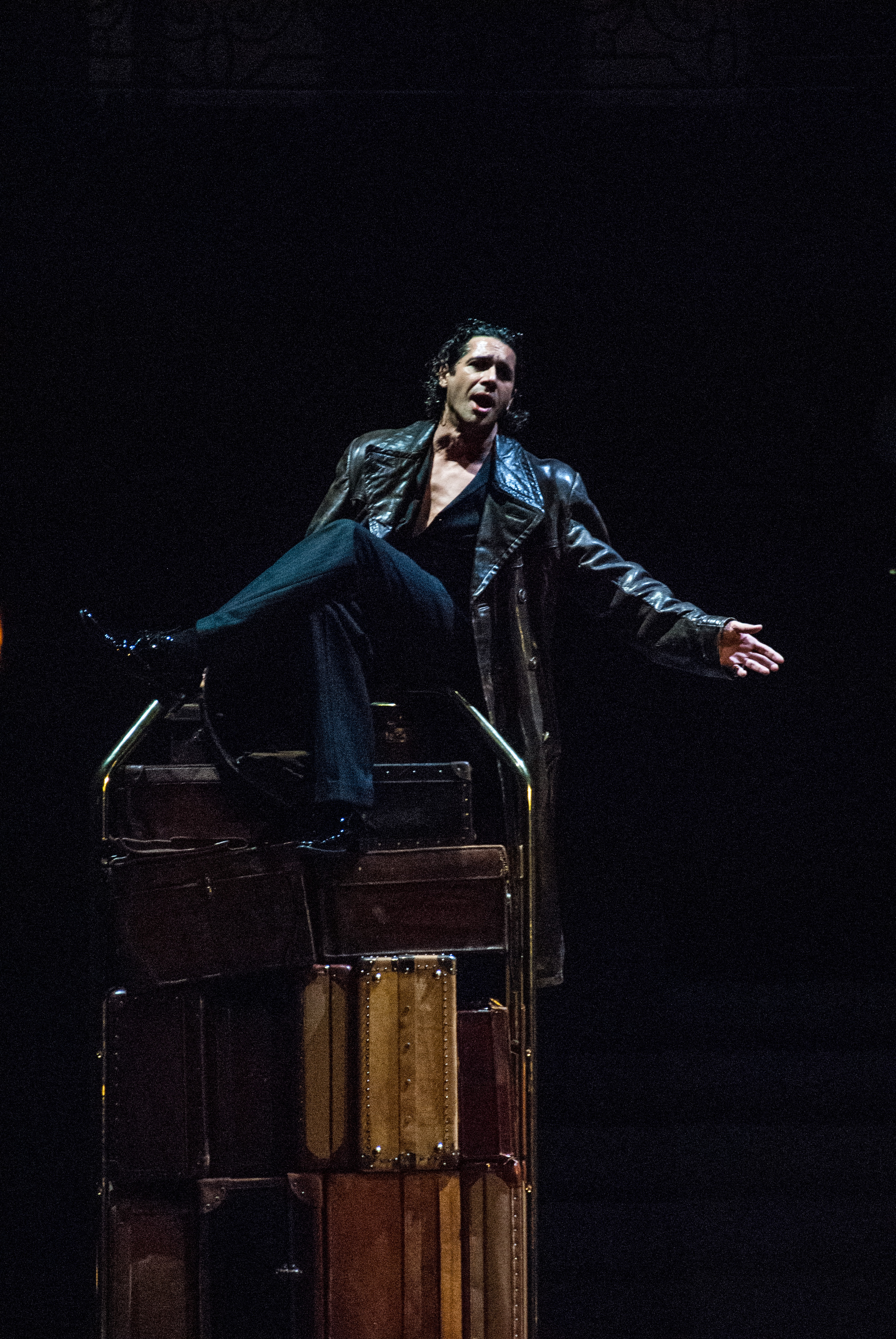
Don Giovanni
al Festival di Salisburgo 2014

Ildebrando D'Arcangelo (Pescara, 14 dicembre 1969) è un basso italiano di fama internazionale.

## Biografia
Ha intrapreso lo studio del canto nel Conservatorio "Luisa d'Annunzio" di Pescara, sotto la guida di Maria Vittoria Romano, e si è quindi perfezionato a Bologna sotto la guida di Paride Venturi. Nel 1989 e 1991 ha vinto il Concorso Internazionale Toti Dal Monte di Treviso e vi ha debuttato con le opere Così fan tutte e Don Giovanni (Masetto).
Ha collaborato con i più importanti direttori d'orchestra: Peter Maag, Claudio Abbado, Riccardo Chailly, Chung Myung-whun, sir John Eliot Gardiner, Daniele Gatti, Valery Gergiev, Bernard Haitink, Nikolaus Harnoncourt, Christopher Hogwood, Riccardo Muti, Seiji Ozawa, Antonio Pappano, Michele Mariotti, sir Georg Solti, James Levine, James Conlon, Gianandrea Gavazzeni, Yannick Nézet-Séguin, Gustavo Dudamel, sir Simon Rattle.
È stato diretto dai più importanti registi d'opera, come Roberto De Simone, Daniele Abbado, Mario Martone, Peter Mussbach, Pier Luigi Pizzi, Luca Ronconi, Carlos Saura o Franco Zeffirelli.
È apparso nelle principali istituzioni teatrali del mondo: la Lyric Opera di Chicago, la Royal Opera House Covent Garden di Londra, il Teatro alla Scala di Milano, il Metropolitan Opera di New York, l'Opera di Parigi, il Teatro dell'Opera di Roma, il Teatro Comunale (Bologna), Il Teatro di San Carlo (Napoli), il Festival di Salisburgo, la Staatsoper di Vienna.
Ildebrando D'Arcangelo ha pubblicato come solista album di arie di Händel e Mozart con l'etichetta Deutsche Grammophon, oltre alla partecipazione a numerose incisioni di opere complete.

## Repertorio
| Ruolo                              | Opera                                        | Autore       |
| ---------------------------------- | -------------------------------------------- | ------------ |
| Mefistofele                        | Mefistofele                                  | Boito        |
| Lorenzo                            | I Capuleti e i Montecchi                     | Bellini      |
| Conte Rodolfo                      | La sonnambula                                | Bellini      |
| Sir Giorgio                        | I puritani                                   | Bellini      |
| Méphistophélès                     | La damnation de Faust                        | Berlioz      |
| Escamillo                          | Carmen                                       | Bizet        |
| Enrico VIII                        | Anna Bolena                                  | Donizetti    |
| Dulcamara                          | L'elisir d'amore                             | Donizetti    |
| Don Alfonso d'Este                 | Lucrezia Borgia                              | Donizetti    |
| Callistene                         | Poliuto                                      | Donizetti    |
| Méphistophélès                     | Faust                                        | Gounod       |
| Creonte                            | L'anima del filosofo ossia Orfeo ed Euridice | Haydn        |
| Bartolo Il Conte d'Almaviva Figaro | Le nozze di Figaro                           | Mozart       |
| Don Giovanni Leporello Masetto     | Don Giovanni                                 | Mozart       |
| Don Alfonso Guglielmo              | Così fan tutte                               | Mozart       |
| Alvise Badoéro                     | La Gioconda                                  | Ponchielli   |
| Colline                            | La bohème                                    | Puccini      |
| Cesare Angelotti                   | Tosca                                        | Puccini      |
| Orbazzano                          | Tancredi                                     | Rossini      |
| Haly Mustafà                       | L'italiana in Algeri                         | Rossini      |
| Selim                              | Il turco in Italia                           | Rossini      |
| Don Basilio                        | Il barbiere di Siviglia                      | Rossini      |
| Elmiro                             | Otello                                       | Rossini      |
| Alidoro                            | La Cenerentola                               | Rossini      |
| Idraote                            | Armida                                       | Rossini      |
| Mosè                               | Mosè in Egitto                               | Rossini      |
| Capellio                           | Bianca e Falliero                            | Rossini      |
| Assur Oroe                         | Semiramide                                   | Rossini      |
| Walter Furst                       | Guillaume Tell                               | Rossini      |
| Lorenzo                            | La secchia rapita                            | Salieri      |
| Pirro                              | I Lombardi alla prima crociata               | Verdi        |
| Don Ruy Gomez de Silva             | Ernani                                       | Verdi        |
| Attila                             | Attila                                       | Verdi        |
| Banco                              | Macbeth                                      | Verdi        |
| Monterone                          | Rigoletto                                    | Verdi        |
| Ferrando                           | Il trovatore                                 | Verdi        |
| Jacopo Fiesco                      | Simon Boccanegra                             | Verdi        |
| Filippo II Un monaco               | Don Carlo                                    | Verdi        |
| Lodovico                           | Otello                                       | Verdi        |
| Bajazet                            | Bajazet                                      | Vivaldi      |
| Anzoleto                           | Il campiello                                 | Wolf-Ferrari |

## Incisioni in studio
| Anno | Titolo Ruolo                         | Cast | Direttore            | Casa                      |
| ---- | ------------------------------------ | --- | -------------------- | ------------------------- |
| 1992 | Semiramide Oroe                      | Iano Tamar, Gloria Scalchi, Michele Pertusi, Gregory Kunde                                                                                          | Alberto Zedda        | Ricordi                   |
|      | Il campiello Anzoleto                | Daniela Mazzuccato, Marina Bolgan, Giusy Devinu, Ugo Benelli, Max René Cosotti, Cinzia De Mola, Maurizio Comencini, Manrico Biscotti, Carlo Striuli | Niksa Bareza         | Ricordi                   |
| 1993 | Poliuto Callistene                   | José Sempere, Denia Mazzola, Simone Alaimo, Ezio Di Cesare                                                                                          | Gianandrea Gavazzeni | Ricordi                   |
|      | Armida Idraote                       | Renée Fleming, Gregory Kunde, Jeffrey Francis, Donald Kaasch, Bruce Fowler, Jorio Zennaro                                                           | Daniele Gatti        | Sony                      |
|      | Rigoletto Conte di Monterone         | Vladimir Černov, Cheryl Studer, Luciano Pavarotti, Roberto Scandiuzzi, Denyce Graves                                                                | James Levine         | Deutsche Grammophon       |
|      | Otello Lodovico                      | Plácido Domingo, Cheryl Studer, Serghei Leiferkus, Denyce Graves, Ramon Vargas                                                                      | Chung Myung-whun     | Deutsche Grammophon       |
| 1994 | Don Giovanni Leporello               | Rodney Gilfry, Christoph Prégardien, Julian Clarkson, Andrea Silvestrelli, Luba Orgonasova, Charlotte Margiono, Eitrian James                       | John Eliot Gardiner  | Archiv                    |
|      | Le nozze di Figaro Bartolo           | Lucio Gallo, Sylvia McNair, Boje Skovhus, Cheryl Studer, Cecilia Bartoli                                                                            | Claudio Abbado       | Deutsche Grammophon       |
| 1996 | I Lombardi alla prima crociata Pirro | Luciano Pavarotti, June Anderson, Samuel Ramey, Richard Leech                                                                                       | James Levine         | Decca                     |
|      | L'anima del filosofo Creonte         | Cecilia Bartoli, Uwe Heilmann, Andrea Silvestrelli                                                                                                  | Christopher Hogwood  | Éditions de l'Oiseau-Lyre |
|      | Don Carlo Un frate                   | Richard Margison, Roberto Scandiuzzi, Dmitrij Chvorostovskij                                                                                        | Bernard Haitink      | Philips                   |
| 1997 | Don Giovanni Masetto                 | Simon Keenlyside, Bryn Terfel, Carmela Remigio | Claudio Abbado       | Deutsche Grammophon       |
| 1998 | La bohème Colline                    | Roberto Alagna, Angela Gheorghiu, Simon Keenlyside                                                                                                  | Riccardo Chailly     | Decca                     |
|      | Semiramide Assur                     | Edita Gruberová, Bernadette Manca di Nissa, Juan Diego Flórez                                                                                       | Marcello Panni       | Nightingale               |
| 1999 | Otello Elmiro                        | Bruce Ford, William Matteuzzi, Elizabeth Futral | David Parry          | Opera Rara                |
| 2001 | Tosca Cesare Angelotti               | Fiorenza Cedolins, Andrea Bocelli, Carlo Guelfi | Zubin Mehta          | Decca                     |
|      | Il trovatore Ferrando                | Roberto Alagna, Angela Gheorghiu, Thomas Hampson | Antonio Pappano      | EMI                       |
|      | Bianca e Falliero Capellio           | Jennifer Larmore, Majella Cullagh, Barry Banks | David Parry          | Opera Rara                |
| 2005 | Bajazet                              | David Daniels, Marijana Mijanovic, Patrizia Ciofi                                                                                                   | Fabio Biondi         | Virgin Classics           |
| 2008 | La sonnambula Conte Rodolfo          | Cecilia Bartoli, Juan Diego Florez, Gemma Bertagnolli                                                                                               | Alessandro De Marchi | Decca                     |
| 2011 | Don Giovanni                         | Joyce DiDonato, Diana Damrau, Rolando Villazón | Yannick Nézet-Séguin | Deutsche Grammophon       |
| 2020 | Attila                               | George Petean, Stefano La Colla, Liudmyla Monastyrka                                                                                                | Ivan Repusić         | BR Classics               |

## DVD
| Anno | Titolo Ruolo               | Cast                                                        | Direttore Orchestra e Coro                                                            | Casa                |
| ---- | -------------------------- | ----------------------------------------------------------- | ------------------------------------------------------------------------------------- | ------------------- |
| 1992 | Tancredi Orbazzano         | Bernadette Manca di Nissa, María Bayo, Raul Giménez         | Gianluigi Gelmetti Orchestra e Coro della Radio di Stoccarda                          | Pioneer             |
| 1999 | Don Giovanni Leporello     | Carlos Álvarez, Adrianne Pieczonka, Anna Caterina Antonacci | Riccardo Muti Orchestra e Coro della Wiener Staatsoper                                | TDK                 |
| 2005 | L'elisir d'amore Dulcamara | Anna Netrebko, Rolando Villazón, Leo Nucci                  | Alfred Eschwé Orchestra e Coro della Wiener Staatsoper                                | Virgin Classics     |
| 2006 | Le nozze di Figaro Figaro  | Anna Netrebko, Bo Skovhus, Dorothea Röschmann               | Nikolaus Harnoncourt Wiener Philharmoniker e Coro della Wiener Staatsoper             | Deutsche Grammophon |
|      | Don Giovanni Leporello     | Thomas Hampson, Christine Schäfer, Piotr Beczała            | Daniel Harding Wiener Philharmoniker e Coro della Wiener Staatsoper                   | Decca               |
| 2007 | Carmen Escamillo           | Anna Caterina Antonacci, Jonas Kaufmann, Norah Amsellem     | Antonio Pappano Orchestra e Coro della Royal Opera House                              | Decca               |
| 2009 | I puritani Sir Giorgio     | Juan Diego Flórez, Nino Machaidze, Gabriele Viviani         | Michele Mariotti Orchestra e Coro del Teatro Comunale di Bologna                      | Decca               |
| 2009 | Don Giovanni               | Carmela Remigio, Andrea Concetti, Myrtò Papatanasiu         | Riccardo Frizza Fondazione Orchestra Regionale delle Marche e Coro Lirico Marchigiano | Unitel Classica     |
| 2011 | Le nozze di Figaro Figaro  | Diana Damrau, Pietro Spagnoli, Monica Bacelli               | Gérard Korsten Orchestra e Coro del Teatro alla Scala                                 | ArtHaus Musik       |
|      | Anna Bolena Enrico VIII    | Anna Netrebko, Elīna Garanča, Francesco Meli                | Evelino Pidò Orchestra e Coro della Wiener Staatsoper                                 | Deutsche Grammophon |